# Kohistan

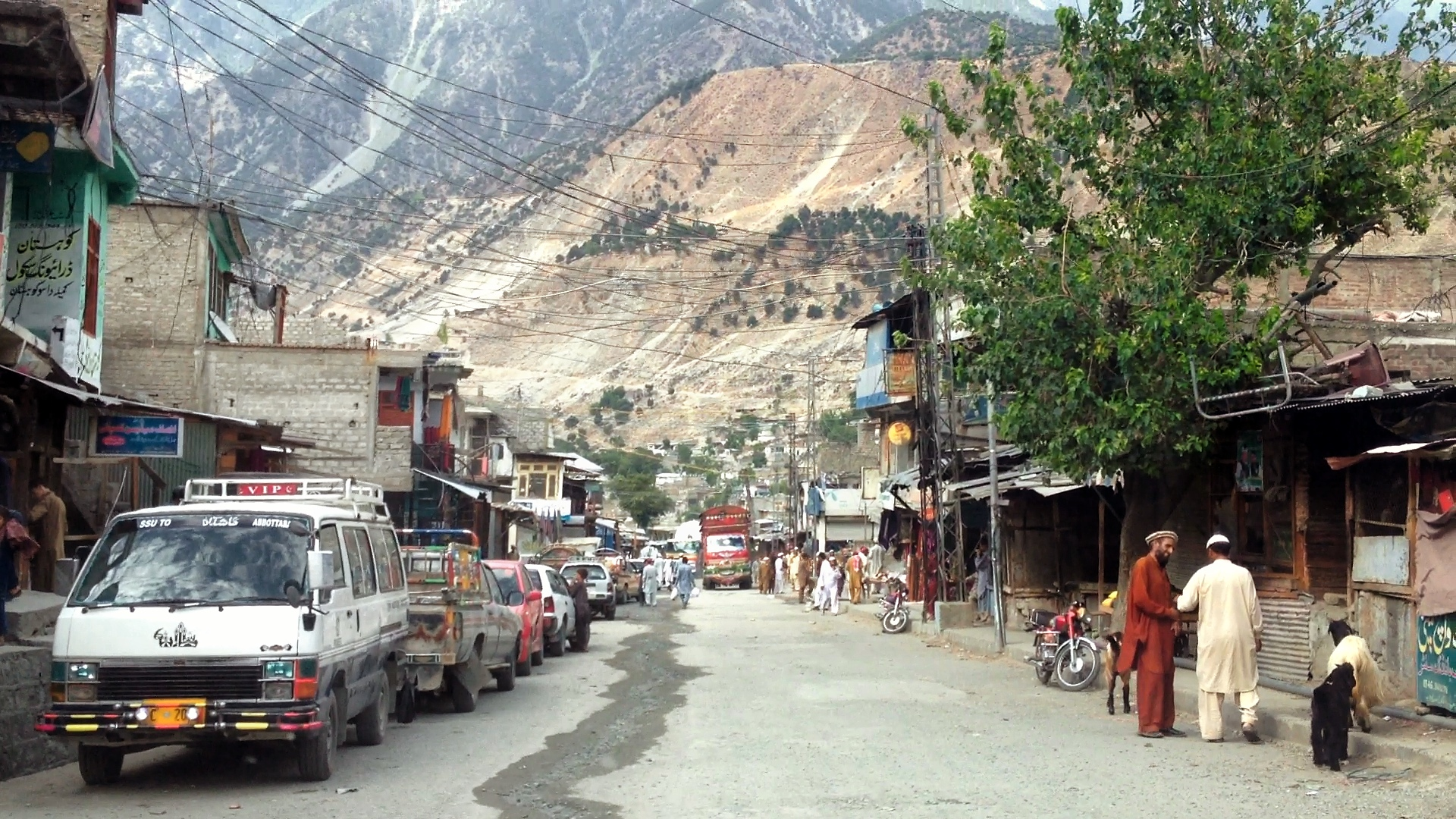
Komila, südlich von Dasu

Kohistan (persisch كوهستان, DMG Kōhistān, Kūhestān, ‚Bergland‘; vgl. auch „Kuhestan“ für Süd-Chorasan) ist eine Berglandschaft und ein ehemaliger Verwaltungsdistrikt in Pakistan in der Provinz Khyber Pakhtunkhwa. Sitz der Distriktverwaltung war die Stadt Dasu.  

## Lage
Kohistan liegt im Nordosten von Khyber Pakhtunkhwa. Der ehemalige Distrikt grenzte im Norden und Nordosten an Ghizer und Diamer, im Südosten an  Manshera, im Süden an Batagram sowie im Westen an Shangla und Swat.

## Geographie
Kohistan erstreckt sich über ein Bergland, das im äußersten Westen des Himalaya liegt. Der Indus trennt Kohistan in das westlich gelegene Swat Kohistan und das östlich gelegene Hazara Kohistan. Der Karakorum Highway verläuft entlang dem Indus-Ufer durch Kohistan. Der Distrikt Kohistan umfasste 7492 km².

## Klima
Das Klima in Kohistan ist von gemäßigt warmen Sommern und sehr kalten Wintern geprägt. Im Winter fallen in den höher gelegenen Gebieten große Schneemengen.

## Geschichte
Am 1. Oktober 1976 wurden Swat Kohistan und Hazara Kohistan zum Distrikt Kohistan zusammengefasst. Am 8. Oktober 2005 ereignete sich in dem Gebiet ein starkes Erdbeben, bei welchem im Distrikt große Schäden entstanden. 2012 wurden vier Frauen und zwei Männer ermordet, nachdem sie zu einem Stammeslied getanzt hatten. 2014 wurde der Distrikt zweigeteilt – in Lower und Upper Kohistan.

## Demografie
Zwischen 1998 und 2017 wuchs die Bevölkerung um jährlich 1,97 %. Die Bevölkerung lebte zu 100 % in ländlichen Regionen. In 101.911 Haushalten leben 434.956 Männer, 349.746 Frauen und 9 Transgender, woraus sich ein Geschlechterverhältnis von 124,4 Männer pro 100 Frauen ergibt und damit einen für Pakistan häufigen Männerüberschuss.
Kohistans Alphabetisierungsrate gehört zu den niedrigsten in Pakistan und liegt bei ca. 20 %.
| Jahr | Einwohnerzahl |
| ---- | ------------- |
| 1972 | 204.521       |
| 1981 | 465.237       |
| 1998 | 472.570       |
| 2017 | 784.711       |

## Volksgruppen
Die Stämme in Swat  Kohistan sind in zwei Gruppen aufgeteilt: Manzar und Money. Die Stämme
der Dubair, Kandia und Ranolia gehören zu den Manzar, während die Stämme der Banked, Jijal, Pattan, Kayal und Seo zu den Money zählen. Die wichtigsten Stämme auf der linken Uferseite des Indus sind Koka Manke Khel und Darram Khel.